# Мельница купца Солодова
Мельница купца Солодова в Ростове-на-Дону — памятник промышленной архитектуры третьей четверти XIX века в городе Ростов-на-Дону, не сохранившийся до наших дней.

## История
Мельница была построена в 1870 году. Она представляла собой редкий пример размещения постройки своего рода в городской черте. Была выполнена в виде двухэтажного с центральным повышенным объёмом здания, завершённого шатром. Фасад здания был оформлен с использованием элементов штукатурного декорирования в не характерном стиле для города псевдоготики и Ренессанса. Архитектурно-художественный фасад здания был сформирован обликом первого этажа: в нём размещались профилированные наличники и архивольты высоких полуциркульных проёмов, килевидные архивольты. На декоративных лопатках окон второго этаж  массивный аркатурный фризовый пояс,  располагались карнизы с зубчиками. Уникальность и самобытность фасаду придавали так же крайние проемы второго этажа с веерообразными сводами. Мельница действовала с 1870 года при одной паровой машине в 80 лошадиных сил и при штате рабочих в 48 человек, там изготавливалось до 300 тысяч пудов муки в месяц. Затем, к 1875 году, мельница перешла в собственность Иванова Степана Ивановича. Однако из-за отсутствия более ранних учётных записей мельница упоминается только в 1885 году, а в это время она уже принадлежала другому владельцу, по фамилии Солодов.